# 第3届中国电视剧飞天奖
第三届全国优秀电视剧（飞天奖）评选由广播电视部委托《电视文艺》、《中国广播电视》和《电视周报》三家报刊主办，评选范围为1982年3月1日到1983年2月28日于中央电视台面向全国播出的277集电视剧，共收到近40万张观众选票，评选结果于1983年3月29日揭晓。十五部优秀电视剧分别获得连续剧、单本剧、儿童剧和电视小品的一、二、三等奖，年产5部以上电视剧的28个电视台等单位颁发“电视剧丰收奖 ”。
电视连续剧《蹉跎岁月》的导演蔡晓晴被评为优秀导演，《蹉跎岁月》的肖雄被评为优秀女演员。连续剧二等奖以及优秀男演员、优秀配角从缺，但从群众投票看，男演员祝延平和配角赵越票数较高，故授予“鼓励奖”。优秀导演和优秀演员以及获一等奖的五部电视剧，将得到根据敦煌壁画中的飞天造型设计的金像奖杯。

## 得奖名单

### 连续剧
- 一等奖《蹉跎岁月》(中央电视台)、《武松》(山东电视台)
- 三等奖《吉庆有余》(中央电视台)

### 单本剧
- 一等奖《周总理的一天》(河南电视台)
- 二等奖《家风》(上海电视台、鞍山电视台)、《奖金》(中国广播艺术团电视剧团)
- 三等奖《弯弯的石径》(峨嵋电影制片厂)、《新来的女售货员》(广西电视台、中央电视台)、《矿长》(北京电视制片厂)

### 儿童剧
- 一等奖《小不点儿》(上海电视台)
- 二等奖《杨老师》(湖南电视台)
- 三等奖《人之初》(上海电影制片厂电视部)

### 电视小品
- 一等奖《司机王宝》(中国广播艺术团电视剧团)
- 二等奖《第五家邻居》(江苏电视台)
- 三等奖《卖瓜不说瓜甜》(上海电影制片厂电视部)

### 优秀导演
- 蔡晓晴(《蹉跎岁月》导演)

### 优秀女演员
- 肖雄(《蹉跎岁月》中饰女主角杜见春)

### 鼓励奖
- 祝延平(《武松》中饰武松)、赵越(《蹉跎岁月》中饰邵玉蓉)

### 特别奖
- 连续剧《鲁迅》(浙江电视台)
- 连续剧《上海屋檐下》(上海电影制片厂电视部)
- 单本剧《还愿》(西藏电视台)
- 导演史践凡(《鲁迅》导演)
- 演员蒋宝英(连续剧《懿贵妃》中饰懿贵妃)